# Кхмерские военно-воздушные силы
Кхме́рские вое́нно-возду́шные си́лы (фр. Armée de l'air khmère, AAK) — один из родов войск вооруженных сил Кхмерской Республики (ФАНК), существовавшей в годы гражданской войны в Камбодже. Сформированы после свержения Нородома Сианука в 1970 году на базе бывших королевских ВВС Камбоджи. После падения проамериканского режима Лон Нола в апреле 1975 года и прихода к власти «красных кхмеров» фактически прекратили своё существование.